# چانگکیا روپله دورژه

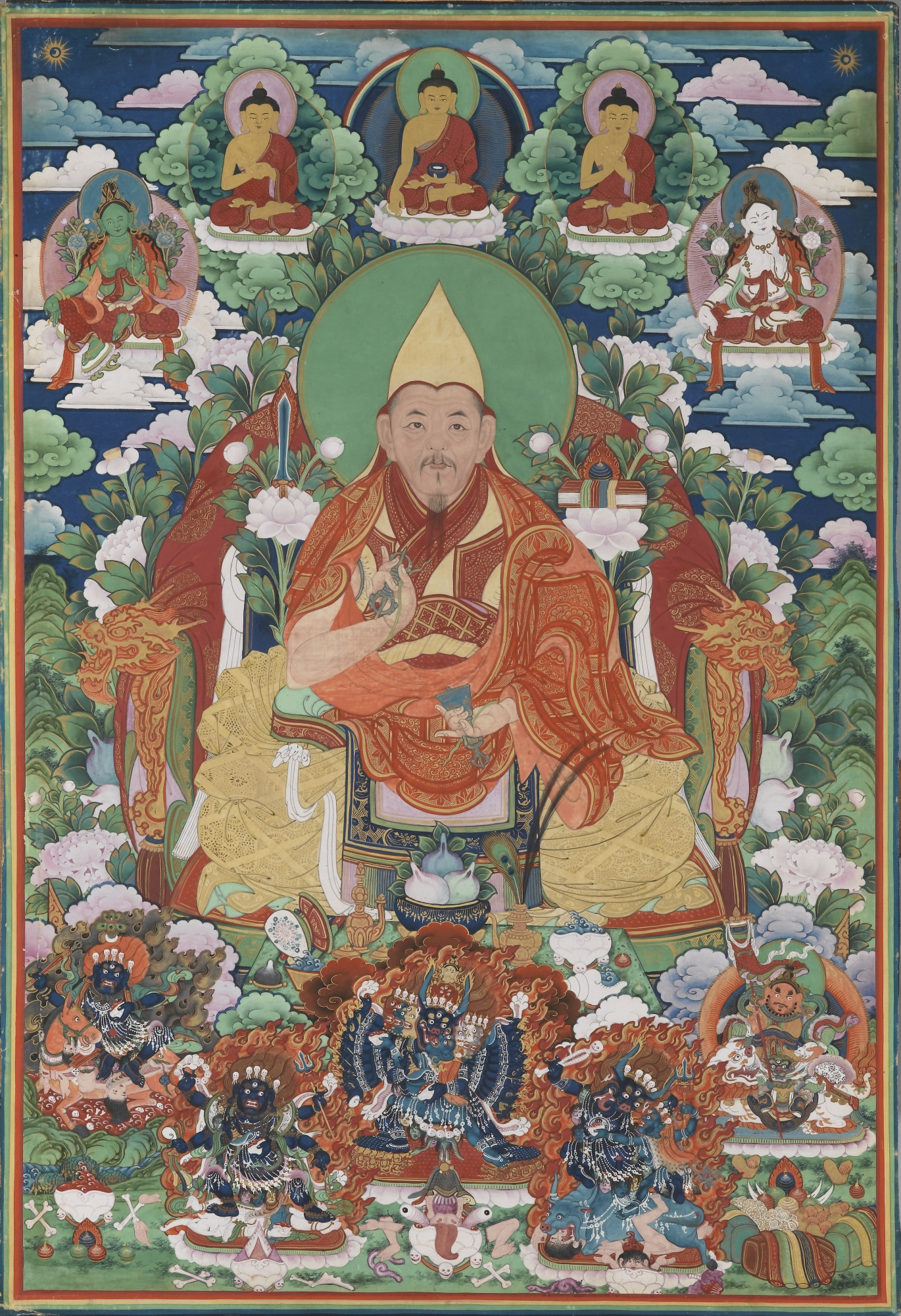
طرح‌نگارهٔ چانگکیا روپله دورژه، از مرشدان بودایی

چانگکیا روپله دورژه (زادهٔ ۱۷۱۷ - درگذشتهٔ ۱۷۸۶) یکی از مرشدان اعظم دین بودایی تبتی در دربار چینگ بود. او از یاران نزدیک امپراتور چیان لونگ چین و واسطه مهمی بین دربار امپراتوری و کشورهای آسیایی بود. دورژه بر ترجمهٔ «قانون دینی بودایی تبتی» به زبان‌های مغولی و مانچویی نظارت داشت و در تدوین مجموعه‌ای چهارزبانه (چینی، مانچویی، مغولی و تبتی) نقش داشت. در سال ۱۷۶۳ تحت نظارت او متن «سورانگاما سوترا» که یکی از مهم‌ترین کتب ماهایانا در بودیسم سبک چان است، از زبان چینی به زبان‌های مانچویی، مغولی و تبتی ترجمه شد. ترجمه تبتی این متن در حال حاضر در مجموعه‌ای از متون مقدس تبتی موسوم به کانگیور در صومعهٔ «نارتانگ» حفاظت شده‌است. 